# Cascade Mountain
Cascade Mountain är ett berg i Kanada.   Det ligger i provinsen Alberta, i den centrala delen av landet, 3 000 km väster om huvudstaden Ottawa. Toppen på Cascade Mountain är 2 998 meter över havet, eller 917 meter över den omgivande terrängen. Bredden vid basen är 11,3 km.
Terrängen runt Cascade Mountain är varierad.Runt Cascade Mountain är det ganska tätbefolkat, med 52 invånare per kvadratkilometer.. Närmaste större samhälle är Banff, 5,9 km söder om Cascade Mountain. 
I omgivningarna runt Cascade Mountain växer i huvudsak barrskog.